# Ultra-Music Awards
Ultra-Music Awards — музыкальная премия в области современной белорусской музыки, учреждённая порталом Ultra-music.com в 2010 году. Вручается белорусским группам и исполнителям. Победителями премии в разные годы становились «Ляпис Трубецкой», «Серебряная свадьба», «The Toobes», «Akute», «Троіца», «Петля Пристрастия», «Clover Club», «The Blackmail» и другие группы. Считается одной из самых влиятельных музыкальных наград в Беларуси.
Изначально победители премии выбирались путём интернет-голосования посетителей сайта Ultra-music.com, а награды вручались не только белорусским, но и зарубежным музыкантам. В 2013 года была изменена концепция: премия вручается исключительно белорусским музыкантами, а победители в основных номинациях определяются путём двухэтапного голосования оргкомитета премии и членов жюри, в состав которого входят известные белорусские журналисты, музыканты, продюсеры, организаторы концертов.
Традиционно премия вручалась по результатам календарного года, а церемония награждения проводилась зимой. В 2014 году награды впервые будут вручаться в новом формате: не по результатам календарного года, а по итогам музыкального сезона. Следующая церемония награждения Ultra-Music Awards пройдёт осенью 2014 года.

## Победители

### Ultra-Music Awards 2009
Голосование Ultra-Music Awards 2009 проходило в два этапа (с 3 декабря 2009 по 4 февраля 2010). На первом этапе любой желающий мог предложить от 1 до 10 претендентов в каждой номинации. В результате были составлены списки из наиболее часто упоминавшихся исполнителей и альбомов. Церемония награждения Ultra-Music Awards 2009 прошла 20 февраля 2010 года в минском клубе «Граффити», хотя и изначально и не планировалась. Кроме пяти основных номинаций, в которых голосовали посетители сайта Ultra-music.com, редакция сайта вручила ещё несколько специальных призов.
Победители:
- Группа года — Rammstein
- Лучший зарубежный альбом года — Rammstein «Liebe ist für alle da»
- Лучшая зарубежная песня года — Muse «Uprising»
- Лучший белорусский альбом года — Ляпис Трубецкой «Культпросвет»
- Лучшая белорусская песня года — Юрий Демидович «Волшебный кролик»
- Открытие года — The Blackmail
- Прорыв года — The Toobes
- Дебют года — Akute
- Событие года — фестиваль «Жывы Гук ON-line»
- Лучшая музыкальная площадка — паб-клуб «Граффити»
- Легенда белорусской рок-музыки — The UNB

### Ultra-Music Awards 2010
Голосование Ultra-Music Awards 2010 проходило в два этапа (с 20 декабря 2010 года по 20 февраля 2011 года). На первом любой желающий мог предложить от 1 до 10 претендентов в каждой номинации. В результате были составлены списки из наиболее часто упоминавшихся исполнителей и альбомов. Во втором этапе голосования были зафиксированы 23 693 голоса в пяти номинациях. Церемония награждения Ultra-Music Awards 2010 прошла 26 февраля 2011 года в минском клубе «Граффити». Кроме пяти основных номинаций, в которых голосовали посетители сайта Ultra-music.com, редакция сайта вручила ещё несколько специальных призов.
Победители:
- Лучший зарубежный альбом года — Gorillaz «Plastic Beach»
- Лучшая зарубежная песня года — Hurts «Wonderful Life»
- Лучший белорусский альбом года — Green Pepper «Get on the Right Road»
- Лучшая белорусская песня года — Ляпис Трубецкой «Грай»
- Музыкальное событие года в Беларуси — Концерт Rammstein на «Минск-Арене» (организатор — Дворец Республики)
- Открытие года — Clover Club
- Дебют года — Sang Sattawood
- Проект года — трибьют группе «Ы.Ы.Ы.[бел.]» «Васька Ж.Ы.В.!» (издатель — студия «ОСМОС»)
- За вклад в развитие белорусской музыки — IQ48

### Ultra-Music Awards 2011
Голосование Ultra-Music Awards 2011 проходило в два этапа. На первом, который длился с 9 января по 22 января 2012 года, посетители сайта предлагали свой список претендентов в каждой номинации. C 23 января по 19 февраля проходил второй этап голосования. Из предложенных вариантов были составлены «десятки» номинантов в каждой из категорий, за одного из которых можно было голосовать ежедневно в течение месяца. Церемония награждения Ultra-Music Awards 2011 прошла 11 марта 2012 года в минском клубе Re:Public. В большом концерте приняли участие группы The Stampletons, Monkey Bite, этно-трио «Троіца», Pomidor/Off, IQ48, «Петля Пристрастия».
Победители по итогам голосования посетителей сайта:
- Лучший зарубежный альбом — Red Hot Chili Peppers «I’m With You»
- Лучшая зарубежная песня — Adele «Rolling in the Deep»
- Лучший белорусский альбом — Ляпис Трубецкой «Весёлые картинки»
- Лучшая белорусская песня — Не прислоняться the band «Осторожно»
- Лучший белорусский клип — Litesound «See You in Vegas»
- Концерт года в Беларуси — концерт 30 Seconds to Mars в Минске

Награды редакции сайта:
- Открытие года — The Stampletons
- Дебют года — Monkey Bite
- За вклад в развитие белорусской музыки — этно-трио «Троіца»
- Проект года — «Будзьма! Тузін. Перазагрузка-2»
- Лучшее (рок-)исполнение — Pomidor/Off «Патас/Попс/Прапаганда»
- Лучшая белорусская песня — IQ48 «Аўтабан»
- Лучший белорусский альбом — Петля Пристрастия «Гипнопедия»

### Ultra-Music Awards 2012
Победители во всех основных номинациях Ultra-Music Awards 2012 определялись путём двухэтапного голосования. На первом этапе проводилось голосование оргкомитета премии по списку претендентов. На втором этапе голосование проводилось членами общего жюри, в состав которого вошли известные журналисты, музыканты, продюсеры (всего 51 человек). 22 февраля в клубе «Центр» состоялась церемония награждения и большой концерт Ultra-Music Awards 2012.
Победители в основных номинациях:
- Группа года — Akute
- Альбом года — Серебряная свадьба «Laterna Magica»
- Песня года — Серебряная свадьба «Я жизнь люблю»
- Клип года — Ляпис Трубецкой «Броненосец (Ты ни при чём?)»
- Открытие года — Паліна Рэспубліка
- Событие года — серия концертов «Тузін.Немаўля[бел.]»

Специальные номинации:
- Ultra-хит — ZM99[бел.] «На ниточке»
- Выбор редакции — Clover Club «Random Mood Jukebox»
- Специальный приз Радио ОНТ[бел.] «Дебют года» — Nizkiz
- Специальный приз Радио ОНТ[бел.] — Plum Bum
- Специальный приз компании «Арт-контора» — Plum Bum
- Специальный приз студии Zvukiby.by — «Аддис Абеба»

## Жюри
В состав общего жюри Ultra-Music Awards 2012 выошли известные журналисты, музыканты, продюсеры, организаторы концертов:
- Безкоровайный Дмитрий (журналист)
- Бубен Влад (музыкант)
- Будкин Сергей (журналист)
- Бузовский Евгений (музыкант)
- Вечер Анатолий (клипмейкер)
- Денисов Александр (музыкант)
- Долгих Евгений (журналист)
- Жданович Александр (фотограф)
- Жукова Елена (журналист)
- Замировская Татьяна (журналист)
- Знык Игорь (продюсер)
- Ивашин Максим (музыкант)
- Каширин Павел (организатор концертов)
- Квартальный Егор (журналист)
- Климов Олег (журналист)
- Колесникова Мария (журналист)
- Константин Валерьевич (организатор концертов)
- Корень Вячеслав[бел.] (музыкант)
- Круглова Вероника (музыкант)
- Кудрейко Надежда (журналист)
- Кулинкович Александр (музыкант)
- Литвинский Александр (журналист)
- Малиновский Илья (журналист)
- Маркевич Анна (журналист)
- Минаков Олег (музыкант)
- Моторин Николай (организатор концертов)
- Мяльгуй Анатолий[тарашк.] (журналист)
- Назаров Дмитрий (продюсер)
- Новожилов Владислав (музыкант)
- Оганджанян Гарик (организатор концертов)
- Павлов Пит (музыкант)
- Подберезский Дмитрий (журналист)
- Помидоров Александр (музыкант)
- Пукст Сергей (музыкант)
- Сапега Александр (музыкант)
- Свердлов Павел (журналист)
- Селищев Иван (организатор концертов)
- Семашко Виктор[тарашк.] (журналист)
- Скрипниченко Сергей (музыкант)
- Солодухо Дмитрий (продюсер)
- Старцев Максим (организатор концертов)
- Супранович Виталий (организатор концертов)
- Сырокваш Геннадий (продюсер)
- Тихонов Олег (продюсер)
- Филимонов Сергей (журналист)
- Хоменко Олег (музыкант)
- Чернухо Святослав (музыкант)
- Шепелевич Дмитрий (организатор концертов)
- Шостак Геннадий (журналист)
- Шум Виталий (журналист)
- Юрцевич Павел (продюсер)